# Сільниця (Березівський повіт)
Сільниця (пол. Sielnica) — село в Польщі, у гміні Дубецько Перемишльського повіту Підкарпатського воєводства, етнічна українська територія Надсяння. Населення — 346 осіб (2011).

## Розташування
Село розташоване на відстані 6 кілометрів на південний захід від центру гміни села Дубецько, 33 кілометри на захід від центру повіту міста Перемишля і 35 кілометри на південний схід від центру воєводства — міста Ряшіва, на правому березі річки Сян.

## Історія
Перша відома письмова згадка про Сінницю (Synnicza) датована 8 листопада 1377 року. Під цією ж назвою згадується в податковому реєстрі 1589 р.: село належало Стадницьким, в селі були 4 лани (коло 100 га) оброблюваної землі, млин, 2 загородники з землею і піп. Село знаходиться на заході Надсяння, де внаслідок примусового закриття церков у 1593 р. власницею Катариною Ваповською українське населення було піддане латинізації та полонізації. Згодом при нових власниках українці отримали можливість побудувати греко-католицьку церкву й відновити парафію.
Коли перша дерев'яна церква в Павлокомі згоріла, її мешканці ходили до церкви в Сільниці, де була самостійна греко-католицька парафія, яка входила до Бірчанського деканату Перемишльської єпархії. Місце, де стояла та церква і де були побудовані приходські будинки в Сільниці, називають тепер «пробощувка». Коли церква і в Сільниці згоріла, у Павлокомі побудували нову. Сільничани ж не хотіли складати датків на парафіяльні та церковні потреби матерньої церкви в Павлокомі і всі перейшли в 1875 р. на латинський обряд та були приєднані були до латинської парафії в Диляґовій.
Відповідно до «Географічного словника Королівства Польського» в 1880 р. село знаходилось у Березівському повіті Королівства Галичини та Володимирії Австро-Угорщини, село налічувало 121 будинок (4 будинки у фільварку) і 724 мешканці (24 греко-католики, 697 римо-католиків і 3 юдеї), складалося з власне села на правому березі Сяну та двох селищ: Засяння — на лівому березі та Ляшки — на південь від села на правому березі Сяну.
У 1889 р. село мало 121 будинок і 724 жителі (24 греко-католики, 697 римо-католиків і 3 юдеї).
У міжвоєнні роки село належало до Березівського повіту Львівського воєводства, у 1934—1939 рр. — у складі ґміни Дубецько. Нечисленні місцеві греко-католики (четверо) належали до парафії Павлокома Динівського деканату Перемишльської єпархії (з 1934 р. — Апостольської адміністрації Лемківщини).
10 вересня 1939 року німці окупували село, однак уже 26 вересня 1939 року мусіли відступити з правобережної частини Сяну, оскільки за пактом Ріббентропа-Молотова правобережжя Сяну належало до радянської зони впливу. 27.11.1939 постановою Верховної Ради УРСР село в ході утворення Дрогобицької області включене до Добромильського повіту. Територія ввійшла до складу утвореного 17.01.1940 Бірчанського району (районний центр — Бірча). Наприкінці червня 1941, з початком Радянсько-німецької війни, територія знову була окупована німцями. В липні 1944 року радянські війська знову заволоділи цією територією. В березні 1945 року, в рамках підготовки до підписання Радянсько-польського договору про державний кордон зі складу Дрогобицької області правобережжя Сяну включно з Сільницею було передане до складу Польщі.
У 1975—1998 роках село належало до Перемишльського воєводства.

## Демографія
Демографічна структура станом на 31 березня 2011 року:
|          | Загалом | Допрацездатний вік | Працездатний вік | Постпрацездатний вік |
| -------- | ------- | ------------------ | ---------------- | -------------------- |
| Чоловіки | 172     | 23                 | 120              | 29                   |
| Жінки    | 174     | 36                 | 85               | 53                   |
| Разом    | 346     | 59                 | 205              | 82                   |